# 胡安·德·拉·科萨
胡安·德拉科萨（西班牙語：Juan de la Cosa），（约1450年—1510年），文艺复兴时期欧洲地理学家。

## 生平
哥伦布第二次到达加勒比海探险航行时的制图员，之后，他曾航行到新大陆。在1500年，他出版了一张世界地图，第一次将美洲列入其中。
德拉科萨的早年鲜为人知，根据一些历史学家的研究，他可能1460年出生于西班牙桑托尼亚（Santoña）。鉴于有文献显示他和妻子玛丽亚·德尔波多、女儿住在坎塔布里亚，通常人们也认为他也是那个城市的居民。
關於德拉科萨的童年和青春时代的資料非常稀少，历史学家们只从零星的资料得知，他从小就喜欢航海，参加过在比斯开湾周围的航行，去过加納利群島和西非海岸探险。
1488年，德拉科萨随西班牙导航员巴爾托洛梅烏·迪亞士的船队，通过好望角到达里斯本。

## 七次遠航美洲
胡安·德拉科萨一生中七次远航美洲。
哥伦布第一次航行路线图
1492年8月3日，担任导航员的德拉科萨，跟随哥伦布船队，从西班牙帕洛斯港起航，第一次远航美洲。他又是圣玛利亚号船的所有者和船长，这艘船是哥伦布1492年第一次航行美洲的旗舰。
1492年10月12日，他们在巴哈马的一个岛屿登陆，发现了美洲新大陆。从那里，他们又探索了古巴的东北海岸和西班牙的北部海岸，然后返回西班牙。不幸的是，圣玛利亚号12月24日在海地海岸遇难沉没。
哥伦布第二次航行路线图
1493-1496年，胡安·德拉科萨参加哥伦布第二次航行。1493年11月3日，他们在西印度群岛看到多米尼克岛。舰队横渡加勒比海时，发现了许多岛屿，哥伦布命名为 Las Mil Virgenes（意為「一千处女」），他们还探索了古巴南部。
1494年，西班牙国王赔偿了德拉科萨的圣玛丽亚号在第一次航行沉没的损失。他被授予从安达卢西亚到比斯开运输小麦的权力，并且被豁免履行某些职责。1496年3月10日，德拉科萨回到西班牙。
哥伦布第三次航行路线图
1498年-1500年，哥伦布第三次航行美洲，德拉科萨这次担任拉尼娜号船长。1498年7月31日，他们抵达南美洲海岸，成为最先看到南美洲大陆的欧洲人。他们沿着圭亚那海岸，经过委内瑞拉和千里達之间的帕里亚海湾，到达玛格丽塔岛，并且发现了整个奥里诺科河三角洲的北部海岸。在这次航行中，德拉科萨是「佩雷斯-卢纳」协议的签署人之一，他在哥伦布的命令下签了字。协议中指出古巴是一个大陆，但德拉科萨确定不是这样。哥伦布说：「胡安·德拉科萨认为他比我更了解航海艺术。」
奥赫达航行路线图
1499年，胡安·德拉科萨随阿隆索·德·奥赫达船队第四次航行美洲，他担任首席领航员，另一位杰出的成员是亚美利哥·维斯普奇。在帕里亚湾，他们第一次踏上南美洲大陆探险，探索了从奧利諾科河（Essequibo）河口及其附近地区到卡布·德·维拉（Cabo de Vela）的海岸。尽管没有得到太多的财富，德拉科萨已经受益颇多，他详细查勘了探索区域的海岸，得到了将用于绘制他那著名的地图的地理信息。
1499年5月，他们登陆古拉索島，奥赫达将ABC群岛命名为「巨人之岛」（西班牙語：Las Islas de los Gigantes），因岛上的原住民身材高大，所以以此命名。第一个发现ABC群岛的人是亚美利哥·韦斯普奇，他的制图师胡安·德拉科萨将首次把岛屿纪录到地图上。
巴斯蒂达斯航行路线图
1500年10月，西班牙探险家罗德里戈·德·巴斯蒂达斯（西班牙語：Rodrigo de Bastidas）指挥两艘帆船到新发现的大陆探险，他聘请了胡安·德拉科萨做领航员，这是他第五次航行到新大陆，船队里还有另一位后来享有盛名的探险家巴斯克·努涅茲·德·巴爾柏（西班牙語：Vasco Núñezde Balboa）。船队沿着委内瑞拉海岸向西航行，探索了今天哥伦比亚和巴拿马的土地，沿着南美洲海岸进一步探索了巴拿马的峡谷，并于1502年返回海地。这一年，当德拉科萨回到西班牙，他绘制了著名的包括新大陆的一张世界地图。也就在1500年，胡安·德拉科萨了一张地图，第一次完整地勾画出了委内瑞拉海岸的轮廓。
1503年，当西班牙法院发现葡萄牙人曾多次侵入新发现的大陆时，伊莎贝拉女王派胡安·德拉科萨作为赴葡萄牙代表团团长，抗议这次入侵。德拉科萨在里斯本被逮捕和监禁，后来在伊莎贝拉女王的帮助下得到释放。
1506年，德拉科萨第六次航行到新大陆，这又是他的第一次独立航行。他被任命为远征珍珠岛和乌拉巴湾海域寻找定居点的指挥官。与此同时，他访问了牙买加和海地。
1508年，胡安·德拉科萨开始了他的第七次新大陆航行。这一次，他陪同阿隆索·德·奥赫达，来到哥伦比亚海岸的殖民地火菲尔梅。
1509年，胡安·德拉科萨开始了他最后一次远征，再次与奥赫达一起登陆哥伦比亚的海岸。这一年西班牙政府批准建立巴拿马和哥伦比亚两个殖民地，前往巴拿马的那一路出师不利，殖民者在短短一年不到的时间里损失了十分之九，只好暂停前进。

## 逝世
哥伦比亚那一路进展更困难，奥赫达的一队人马，来到哥伦比亚北部的卡塔赫纳一带，刚刚登陆之后不久，就遭到了当地印第安人的猛烈攻击，这是整个南北美洲极少数掌握了弓箭技术、战斗力比较强的土著部落之一。在这场激烈冲突中，胡安·德拉科萨被印第安人的毒箭射中，喋血身亡。

## 著名的1500年世界地图
胡安·德拉科萨制作了一系列地图作品，其中唯一的流传下来的，就是他1500年制作的著名的世界地图。这是已知的最早显示了新的美洲大陆的地图，收入了15世纪欧洲人探险新大陆的地理成果。
15世纪的西班牙，官方对于地图资料实行严格的保密政策。那时官方绘制的航海地图，藏在用两把锁和两把钥匙才能打开的匣子里。一把钥匙由皇家船队的首席领航员保管，首任领航员是大名鼎鼎的亚美利哥·韦斯普奇；另一把钥匙，则由编纂宇宙志的负责人保管。这就不难理解，为什么地图作品甚多的胡安·德拉科萨，只留下一张地图。
首先认识到这张地图的重要性的，是19世纪科学界中最杰出的人物之一、德国著名地理学家和博物学家亞歷山大·馮·洪保德。洪堡在他的《新西班牙王国地理图集》里，收入了这张珍贵的地图，这使我们今天得以窥其原貌。
十九世纪以来，胡安·德拉科萨的1500年世界地图，被收藏于西班牙马德里的海军博物馆。

## 人物传记
- Davies, Arthur. . The Geographical Journal. 1976, 142 (1): 111–116.
- Floyd, Troy. . Albuquerque: University of New Mexico Press. 1973: 135.
- Phillips, William D.; Phillips, Carla Rahn. . Cambridge University Press. 1992.
- Sauer, Carl Ortwin. . University of California Press. 1966.
- Vigneras, Louis-Andre. . University of Chicago Press. 1976.
- Weddle, Robert S. . Texas A&M University Press. 1985.

### 非英语书籍
- Cánovas del Castillo y Vallejo, Antonio.  (PDF). Madrid: Tipo-Litografía de la V. Faure. 1892. （原始内容存档 (PDF)于2012-06-30） （西班牙语）.
- Humboldt, Alexander. . Paris: Gide. 1836–39 （法语）.
- León Guerrero, María Montserrat.  (PDF) (学位论文). Universidad de Valladolid. 2000. （原始内容存档 (PDF)于2011-10-13） （西班牙语）.
- López de Gómara, Francisco. . Medina del Campo. 1553 （西班牙语）.
- Manzano Manzano, Juan. . Madrid: Ediciones de Cultura Hispánica. 1988. ISBN 978-84-7232-442-8 （西班牙语）.
- Sánchez, Antonio (2013). La espada, la cruz y el Padrón: Soberanía, fe y representación en el mundo ibérico bajo la Monarquía Hispánica, 1503-1598